# Homokrév
Homokrév (köznyelven használt nevén gyakran Mokrin, szerbül Мокрин / Mokrin) falu Szerbiában, a Vajdaságban az Észak-bánsági körzetben.

## Fekvése
Nagykikindától 20 km-re északra fekszik, közigazgatásilag Nagykikindához tartozik.

## Története

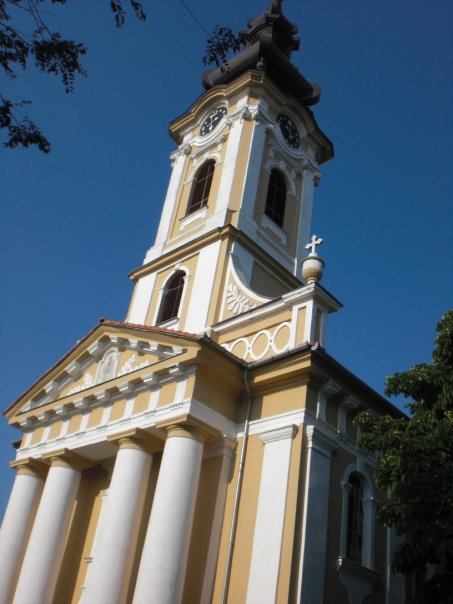
A görögkeleti templom

Homokrév (Mokrin) Árpád-kori település. Nevét 1256-ban Humkreu néven említették először az oklevelek. Nevét a Harangod (ma Aranka) homokkal borított két partja közt közlekedő révről nyerte. Szerb neve a magyar névalak eltorzulásával keletkezett.
A település egykor a Csanád nemzetség birtoka volt. A nemzetség tagjainak osztozkodásakor 1256. december 17-én a falu Waffa fiainak jutott, kiknek utódai a birtokot valószínű elcserélték a Kelemenösfi Telegdyekkel, mert az 1360. évben történt osztozkodáskor Telegdy Lőrincz fiainak Jánosnak és Tamásnak jutott, de 1495-ben Telegdy András a saját részét Bodófalvi Ferencz deáknak zálogosította el, míg egy másik rész Csáki Gáboré lett, aki 1549-ben Bakócz Tamás érseknek. 1508-ban itteni birtokaira a Telegdiek nyertek új adományt.
A török hódoltság alatt elnéptelenedett és a magyar lakosság helyébe szerbek telepedtek le itt. Az 1557-1558. évi adóösszeíráskor 30 ház állt itt, lakosai szerbek voltak.
1564-ben Telegdy István és Palatics János voltak birtokosai.
A 17. század végén a falu elpusztult. 1723-ban nevét Mogrin, Mokrin néven írták.
A temesvári bánsági igazgatás, 1751 szeptemberében a marosi katonai határőrvidék szerb családjainak Homokrév és Szentes (a régi Szentelt község helyén) pusztákat jelölt ki letelepedési helyül. A mai Homokrév a régi Szentelt helység helyén  épült fel.
1753-tól egy század polgárkatonaság székhelye. 1778-ban 1906 lakosából kilenc család az újonnan szervezett dunai Határőrvidékre vándorolt.
Homokrév 1837-ben országos és hetivásárok tartására nyert szabadalmat.
Az 1848–49-es forradalom és szabadságharc alatt két véres ütközet zajlott itt. 1849. április 22-én Derra honvédőrnagy, másnap április 23-án pedig Perczel Mór honvédtábornok aratott fényes győzelmet a Supan vezérlete alatt álló 15000 felkelőn.   
1899-ben visszakapta régi Homokrév nevét, de 1911-ben újra Mokrin lett.

### Szentelt
A mai Homokrévtől délnyugatra, a Szentes nevű szőlőhegyek vidékén feküdt a középkorban Szentelt nevű város, mely eredetileg a kun Szentelt szék fővárosa volt és mindennemű földesúri szolgáltatástól mentes hely volt. Vásárjoggal bírt és  egy 1384 évi oklevél tanúsága szerint heti piacait szerdánként tartotta.
1429. augusztus 24-én Héderváry Lőrinc királyi főlovászmester, a jászok és a kunok bírája itt tartotta törvényszékét.
Zsigmond király idejében város a királyi birtok volt, aki 1433-ban Kunszőllőssel együtt Csalapia Dávid török császári hercegnek adta át, ez időre már a kunok elköltöztek, és helyükbe jobbágyok telepedtek le.
1460-ban Mátyás király a birtokot Dóczy Péter kevei és szentlászlói várnagynak, Dóczy László szörényi bánnak és Dóczy Imre udvari vitéznek adományozta.
1536-ban még jelentékeny helységnek írták.
A török hódoltság alatt sem pusztult el, 1582-ben szerb juhászok éltek itt, akik a falu régi nevét Szentulyára változtatták át.
1647-ben újból lakott helyként említették. 1717 után a temesvári igazgatóság adta bérbe, majd 1751-ben néhány marosi határőrvidéki család telepedett le az ekkor már Szentos néven említett pusztára. Az új telepet azután Mokrinnak, magyarul Homokrévnek nevezték el.

## Népesség

### Demográfiai változások
| 1948 | 1953 | 1961 | 1971 | 1981 | 1991 | 2002 | 2011 |
| ---- | ---- | ---- | ---- | ---- | ---- | ---- | ---- |
| 8369 | 7984 | 7924 | 7328 | 6567 | 6300 | 5918 | 5270 |

## Nevezetességek
- Római katolikus temploma - 1858-ban épült

## Jegyzetek

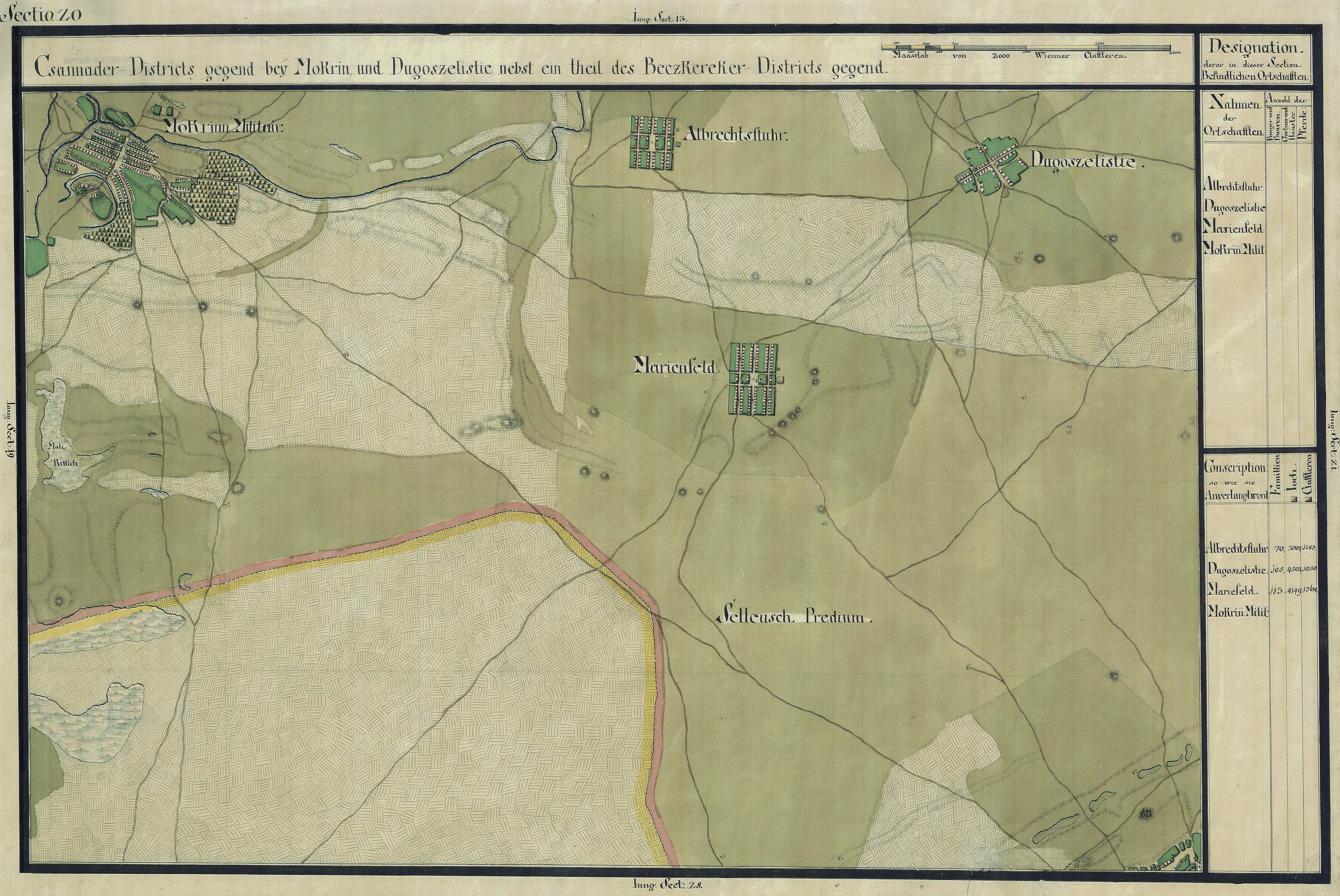
Homokrév egy régi térképen

## Külső hivatkozások
- Homokrév története Archiválva 2011. május 30-i dátummal a Wayback Machine-ben